# Stanisław Kieljan
Stanisław Kieljan (ur. 8 sierpnia 1907 w Będzinie, zm. 13 sierpnia 1942 w KL Auschwitz) – działacz komunistyczny w Zagłębiu Dąbrowskim i na Górnym Śląsku.
Po ukończeniu szkoły powszechnej terminował w warsztacie ślusarskim. 
Od 1924 członek Związku Młodzieży Komunistycznej (ZMK), a od 1926 KPP. Działał również w Stowarzyszeniu Wolnomyślicieli Polskich, m.in. w kwietniu 1928 reprezentował Zagłębie na krajowym zjeździe Stowarzyszenia. Podczas kampanii wyborczej do Sejmu w 1928 organizował wiece i zebrania, agitował do głosowania na komunistyczną listę Bloku Jedności Robotniczo-Chłopskiej. W 1928 został skazany na 8 miesięcy więzienia za współorganizację manifestacji z okazji Międzynarodowego Dnia Młodzieży. Po zwolnieniu podjął działalność w MOPR i w Robotniczej Spółdzielni Spożywców Zagłębia Dąbrowskiego (opanowanej przez komunistów). W sierpniu 1931 współorganizował protest przeciwko likwidacji sklepu spółdzielczego na Ksawerze, za co został skazany na 1,5 roku więzienia. Po zwolnieniu działał wśród bezrobotnych w Będzinie. Podczas okupacji hitlerowskiej pracował w kopalni "Paryż". W pierwszej połowie 1942 organizował PPR i akcje sabotażowe w Będzinie, głównie w kopalni. Był czołowym działaczem będzińskiej PPR. 30 czerwca 1942 został aresztowany przez gestapo i wysłany do obozu Auschwitz-Birkenau, gdzie zmarł. Pozostawił żonę (działaczkę KPP i PPR) i córkę.